# 印度皇帝

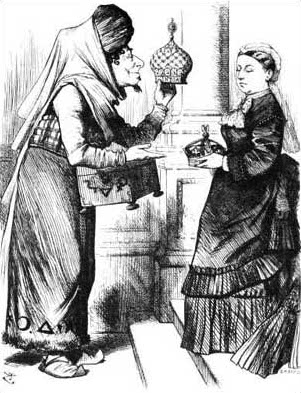
新冠换旧冠一图表现了英国首相本杰明·迪斯雷利像《阿拉丁》的哑剧版本中的首相阿巴纳泽尔（Abanazer）用新灯换旧灯一样把维多利亚女王的英国王冠换成了印度皇冠。

印度皇帝（英語：Emperor of India）或印度女皇（英語：Empress of India），是1876年到1947年期间英国君主在英属印度使用的头衔。此頭銜在印巴分治時隨英属印度的终结而終止。享有印度皇帝或印度女皇头衔的英国君主共五位，依次是维多利亚女王、爱德华七世、乔治五世、爱德华八世和乔治六世。

## 印度本土君主的印度皇帝头衔

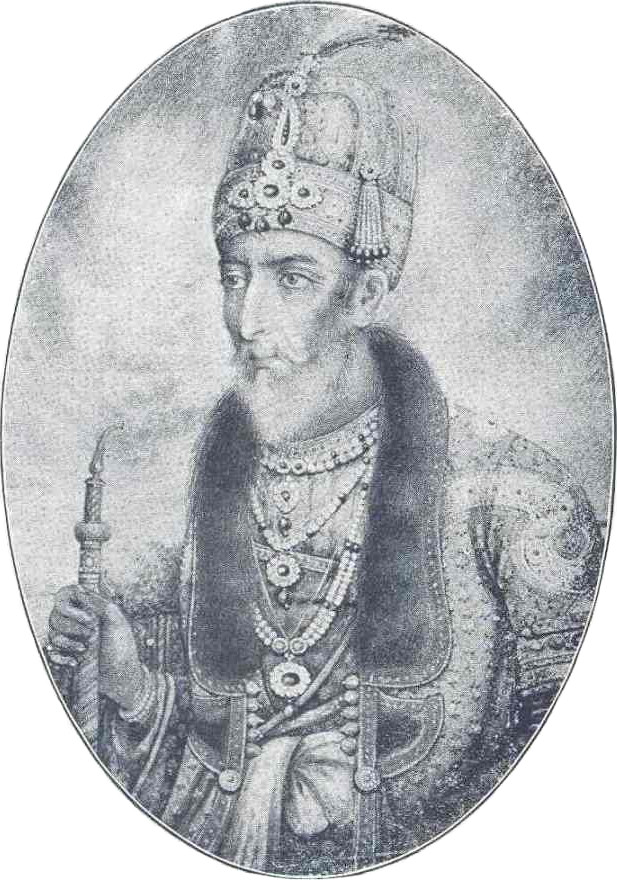
印度莫卧儿帝国末代君主巴哈杜尔沙二世

统治了几乎整个印度次大陆的莫卧儿帝国君主使用「巴底沙」的称号。此称号单独使用，并未限定所属国家，在波斯语意为“万王之王”。1857年—1858年印度民族起义中，揭竿反对英国殖民统治的印度士兵于1857年5月占领德里，攻入莫卧儿帝国皇宫德里红堡，宣称已经失势的莫卧儿帝国君主巴哈杜尔沙二世为「印度巴底沙」，相当于印度皇帝。1857年9月巴哈杜尔沙二世被英国殖民当局逮捕，其莫卧儿帝国君主和「印度巴底沙」的称号亦被废黜，莫卧儿帝国正式灭亡。1858年10月印度民族起义被英国殖民当局完全镇压下去，已被废黜的巴哈杜尔沙二世则被英国殖民当局流放到缅甸仰光，最终于1862年11月7日去世。

## 英属印度皇帝

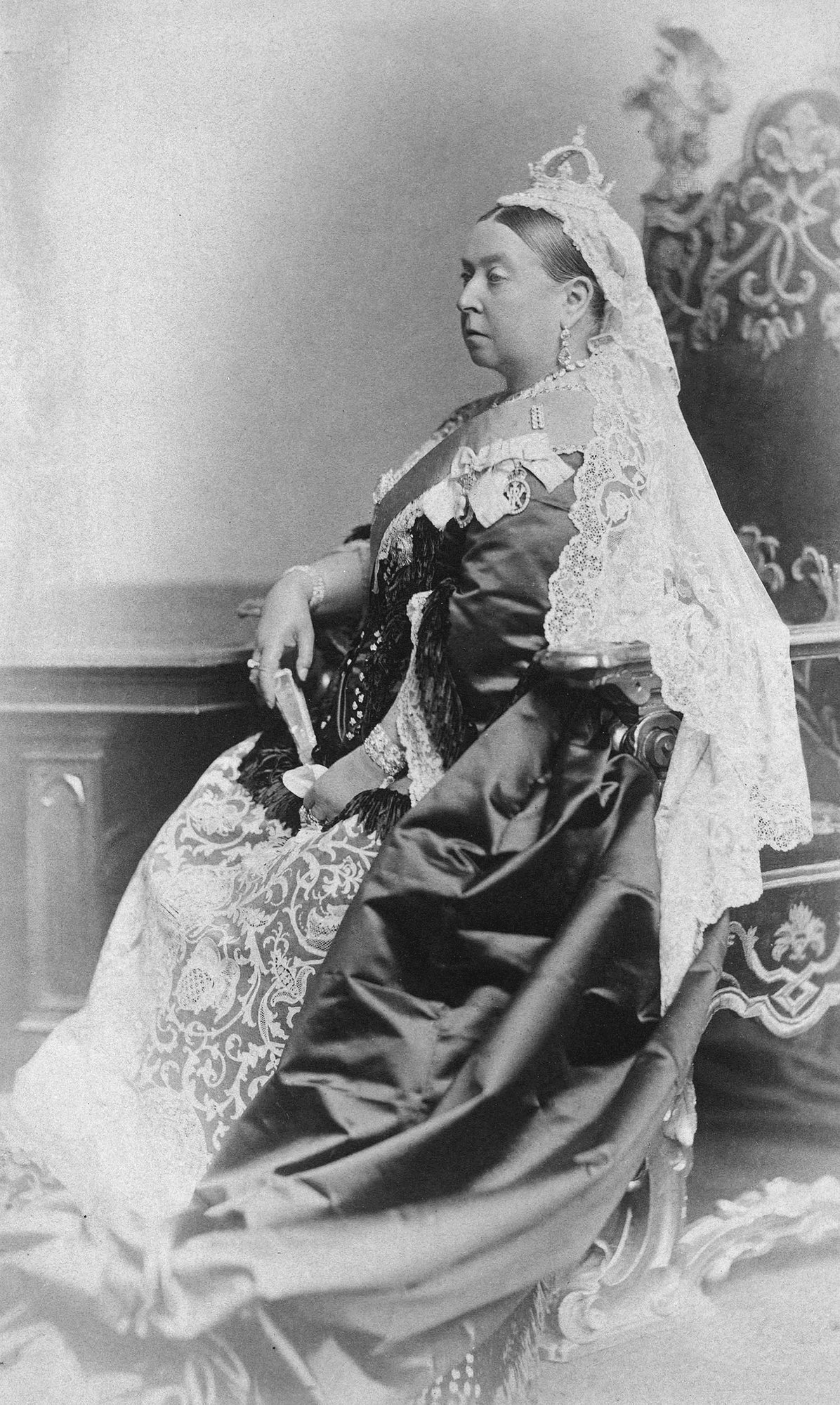
首位印度皇帝维多利亚女王

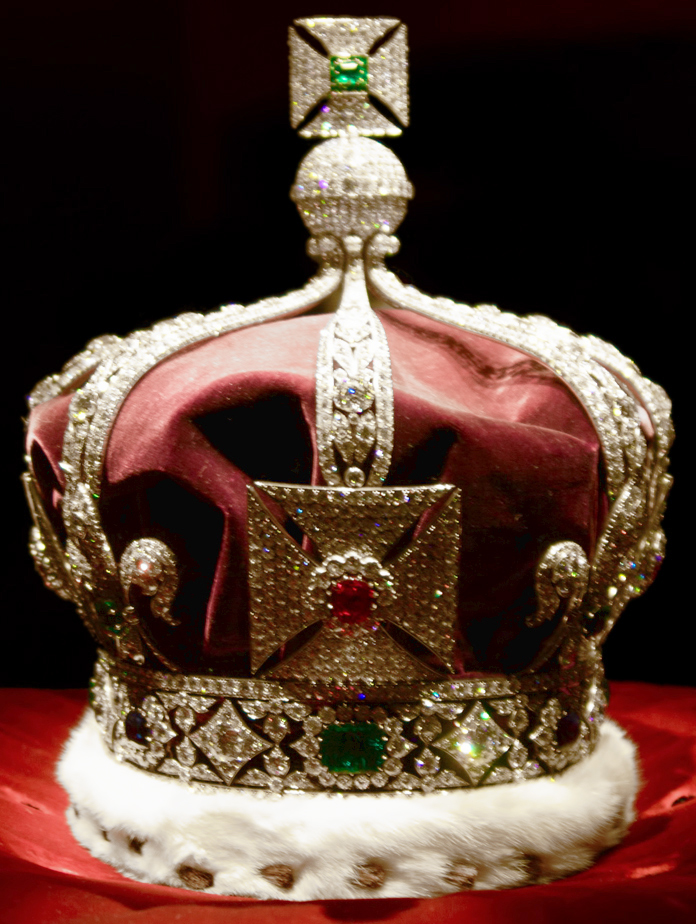
印度皇冠

1858年不列颠东印度公司的行政权力被解除，英属印度成为英国直辖殖民地。1876年身为英国女王的维多利亚又得到「印度女皇」（英語：Empress of India）的头衔。1901年维多利亚女王去世，其子爱德华七世继位，这一头衔相应变为「印度皇帝」（英語：Emperor of India），此后该头衔在形式上再未变动。

英王乔治五世的签名。大写字母“R”和“I”分别代表拉丁文中的国王和皇帝。

当英王为了印度事务而签名时，他们会在自己的名字后面签上大写字母组合（拉丁文或的缩写，意为英王兼任的印度皇帝或英国女王兼任的印度女皇）或（拉丁文或的缩写，意为印度皇帝或印度女皇），这种写法也被用在很多英国硬币上，比如1948年英王乔治六世发行的硬币。
当一位男性英国君主拥有“国王—皇帝”（英王兼印度皇帝）的称号时，他的王后则获得“王后—皇后”（英国王后兼印度皇后）的称号。“王后—皇后”和“女王—女皇”（英国女王兼印度女皇）这两个称号在形式上是完全一样的（都是），但前者只是男性英国君主的配偶而已。拥有称号的女性中只有维多利亚女王是“女王—女皇”，其他人都只是“王后—皇后”。

### 印度国王和巴基斯坦国王
1947年8月14日和8月15日巴基斯坦和印度先后脱离英国殖民统治独立（即印巴分治），英属印度终结。巴基斯坦和印度独立之初是与英国结为共主邦联的自治领，此时英王乔治六世以「印度国王」（英語：King of India）名义统治印度，并先后由印度总督路易斯·蒙巴顿和查克拉瓦尔蒂·拉贾戈巴拉查理代表，直到1950年1月26日印度共和国成立为止；以「巴基斯坦国王」（英語：King of Pakistan）名义统治巴基斯坦，并由巴基斯坦总督代表，直到其于1952年2月6日去世。随后继位的英国女王伊丽莎白二世以「巴基斯坦女王」（英語：Queen of Pakistan）名义继续统治巴基斯坦，并仍由巴基斯坦总督代表，直到1956年3月23日巴基斯坦伊斯兰共和国成立为止。

## 印度皇帝列表

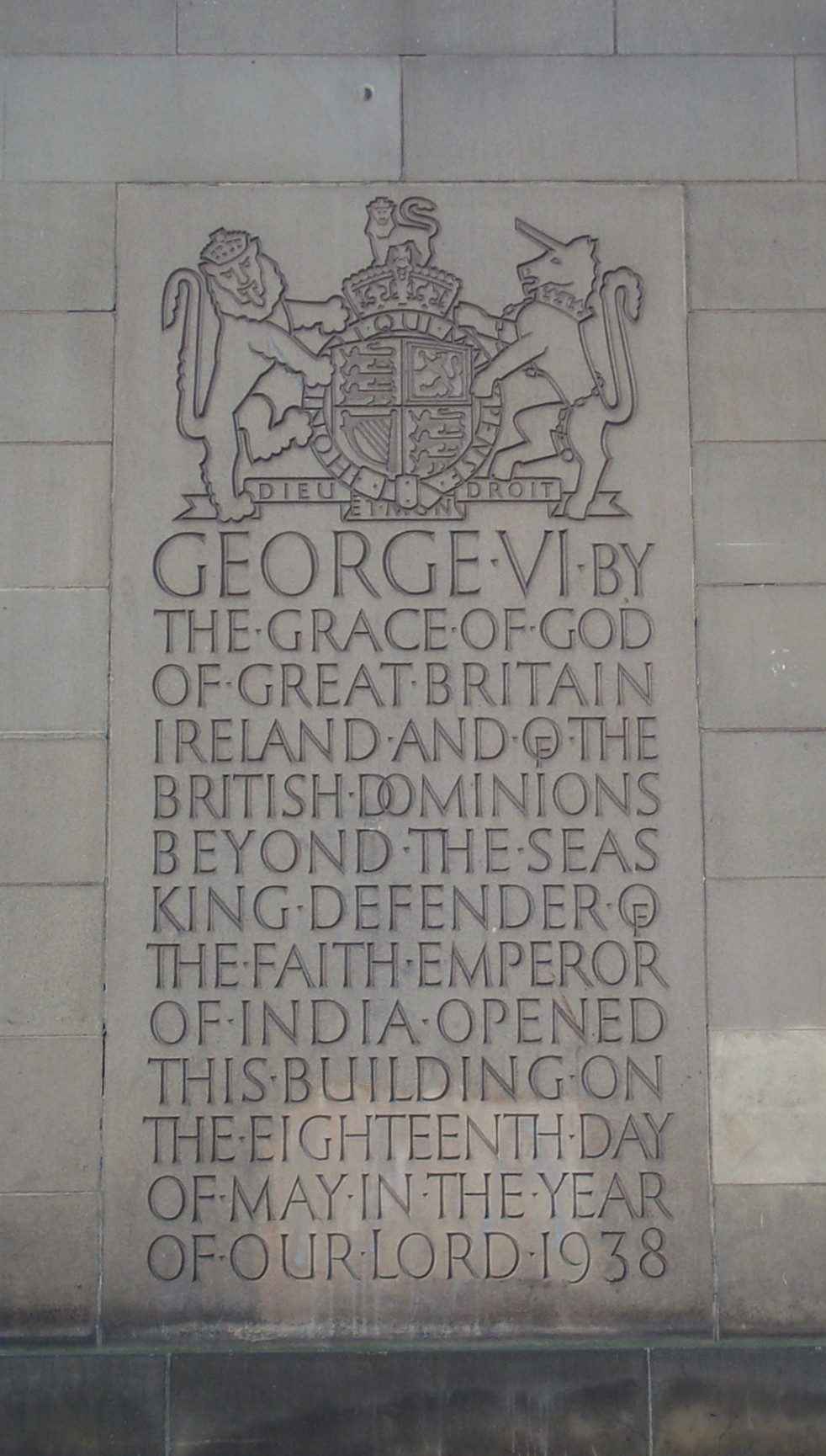
曼彻斯特市政厅于1938年制成的墙上碑刻，上有当时乔治六世头衔：“乔治六世，蒙上帝恩典，大不列颠、爱尔兰及其它英属自治领国王，信仰守卫者，印度皇帝”

| 印度皇帝                                                                                       | 画像                        | 徽章                        | 出生                                                                                        | 婚姻                                                        | 逝世                            | 继承权                                   | 来源                        |
| 汉诺威王朝（1876年—1901年）                                                                    | 汉诺威王朝（1876年—1901年） | 汉诺威王朝（1876年—1901年） | 汉诺威王朝（1876年—1901年）                                                                 | 汉诺威王朝（1876年—1901年）                                 | 汉诺威王朝（1876年—1901年）     | 汉诺威王朝（1876年—1901年）              | 汉诺威王朝（1876年—1901年） |
| ---------------------------------------------------------------------------------------------- | --------------------------- | --------------------------- | ------------------------------------------------------------------------------------------- | ----------------------------------------------------------- | ------------------------------- | ---------------------------------------- | --------------------------- |
| 维多利亚女王 亚历山德丽娜·维多利亚 1876年5月1日 – 1901年1月22日                                |                             |                             | 1819年5月24日 肯辛顿宫 肯特及斯特拉森公爵爱德华亲王与萨克森-科堡-萨尔费尔德维多利亚公主之女 | 萨克森-科堡-哥达的阿尔伯特 圣詹姆士宫 1840年2月10日 9名子女 | 1901年1月22日 奧斯本莊園 81岁   | 乔治三世之孙女，乔治四世与威廉四世之侄女 | [ 1 ]                       |
| 萨克森-科堡-哥达王朝（1901年—1917年）和溫莎王朝（1917年—1947年）                               |                             |                             |                                                                                             |                                                             |                                 |                                          |                             |
| 爱德华七世 阿尔伯特·爱德华 1901年1月22日 – 1910年5月6日                                        |                             |                             | 1841年11月9日 白金汉宫 维多利亚女王与萨克森-科堡-哥达的阿尔伯特亲王之子                     | 丹麥的亞歷山德拉 圣乔治礼拜堂 1863年3月10日 6名子女         | 1910年5月6日 白金汉宫 68岁      | 维多利亚女王之子                         | [ 2 ]                       |
| 乔治五世 乔治·弗雷德里克·恩斯特·阿尔伯特 1910年5月6日 – 1936年1月20日                          |                             |                             | 1865年6月3日 马尔博罗宫 爱德华七世与丹麥的亞歷山德拉之子                                    | 特克的玛丽 聖詹姆士宮 1893年7月6日 6名子女                  | 1936年1月20日 桑德灵厄姆府 70岁 | 爱德华七世之子                           | [ 3 ]                       |
| 爱德华八世 爱德华·阿尔伯特·克里斯蒂安·乔治·安德鲁·帕特里克·大卫 1936年1月20日 – 1936年12月11日 |                             |                             | 1894年6月23日 白屋 乔治五世与特克的玛丽之子                                                 | 华里丝·沃菲尔德·辛普森 康代城堡 1937年6月3日 无子女         | 1972年5月28日 塞纳河畔讷伊 77岁 | 乔治五世之长子                           | [ 4 ]                       |
| 乔治六世 阿尔伯特·弗雷德里克·亚瑟·乔治 1936年12月11日 – 1947年8月15日                          |                             |                             | 1895年12月14日 桑德灵厄姆府 乔治五世与特克的玛丽之子                                        | 伊丽莎白·鲍斯-莱昂 威斯敏斯特教堂 1923年4月26日 2名子女     | 1952年2月6日 桑德灵厄姆府 56岁  | 乔治五世之次子，爱德华八世之二弟         | [ 5 ]                       |

## 各項紀錄
- 在位時間最長者：喬治五世
- 在位時間最短者：爱德华八世
- 女性君主：维多利亚女皇
- 非溫莎王朝成員：维多利亚女皇和爱德华七世
- 退位君主：爱德华八世
- 最長壽者：维多利亚女皇
- 最短命者：喬治六世
- 首位男性君主：爱德华七世
- 單身君主：维多利亚女皇和爱德华八世
- 最后一位在位時逝世君主：喬治五世（爱德华八世在位時退位，喬治六世在位時印度獨立）
- 最后一位逝世君主：爱德华八世（1972年逝世）

### 其他来源
- 《剑桥插图大英帝国史》，［英］P.J.马歇尔 主编，樊新志、惠春琳 译，世界知识出版社 ISBN 7-5012-2301-7
- 《殖民主义史·总论卷》，高岱、郑家馨著，北京大学出版社 ISBN 7-301-059597
- 《西方文明史》，［美］罗伯特·E·勒纳、斯坦迪什·米查姆、爱德华·麦克纳尔·伯恩斯 著，王觉非 等 译，中国青年出版社 ISBN 7-5006-4251-2